# Smardzowice (Lędziny)
Smardzowice (niem. Smarzowitz) – część Lędzin położona na wschodzie miasta.
Nazwa Smardzowice wywodzi się od rosnących na tym terenie grzybów. Smardzowice powstały na początku XVI wieku, na wykarczowanych terenach leśnych. W latach 1945–1951 Smardzowice należały do gminy zbiorowej Lędziny, w latach 1951–1954 do gminy Hołdunów. W latach 1954–1956 Smardzowice wchodziły w skład gromady Hołdunów. Dnia 1 stycznia 1956 gromadę Hołdunów zniesiono w związku z nadaniem jej statusu osiedla. W 1961 osiedle Hołdunów włączono do osiedla Lędziny. W 1966 Lędziny otrzymały prawa miejskie (wówczas Smardzowice stały się częścią miasta), a w latach 1975–1991 wchodziły w skład miasta Tychy. Dnia 2 kwietnia 1991 Lędziny odzyskały prawa miejskie, wtedy Smardzowice stały się ponownie częścią usamodzielnionych Lędzin.